# I’ve Been to Many Places
I’ve Been to Many Places ist ein Jazzalbum von Matthew Shipp. Die am 31. März 2014 in den Park West Studios, Brooklyn, entstandenen Aufnahmen erschienen am 9. September 2014 auf Thirsty Ear.

## Hintergrund
Thom Jurek beschrieb das I’ve Been to Many Places zugrunde liegende Konzept: Shipp beschäftigte sich mit Soloarbeiten, die er zuvor mit Ensembles aufgenommen hatte – sowohl Originalkompositionen als auch Standards – und stellte sie neueren Kompositionen gegenüber. „Summertime“ nahm er erstmals 1995 als Mitglied des David S. Ware Quartetts für das Album Earthquation auf. Des Weiteren spielt er eine Coverversion des Pop-Soul-Stücks „Where Is the Love?“ in einem Tempo, das auch Phineas Newborn Jr. in einem Medley auf seinem Album Solo Piano (Atlantic 1975) verwendete. Seine eigene Ballade „Light Years“ greift das Thema von John Coltranes „Naima“ auf und unterscheidet sich erheblich von der Duo-Aufnahme mit Mat Maneri, die 2003 erschien. Neben den Coverversionen spielte Shipp eigene Kompositionen; „Waltz“ und „Reflex“ wurden ursprünglich 2001 mit seinem Streichertrio (William Parker und Mat Maneri) aufgenommen. In „Brain Stem Grammer“ verarbeitete er Einflüsse von Thelonious Monk, in „Blue Astral Bodies“ setzte eine neue Grenze für den modernen kreativen Jazz, so Jurek, während „Cosmic Wave“ Shipps Auseinandersetzung mit Klangfarben und von der Auseinandersetzung mit Dynamik in seiner Improvisation veranschaulicht.

## Titelliste

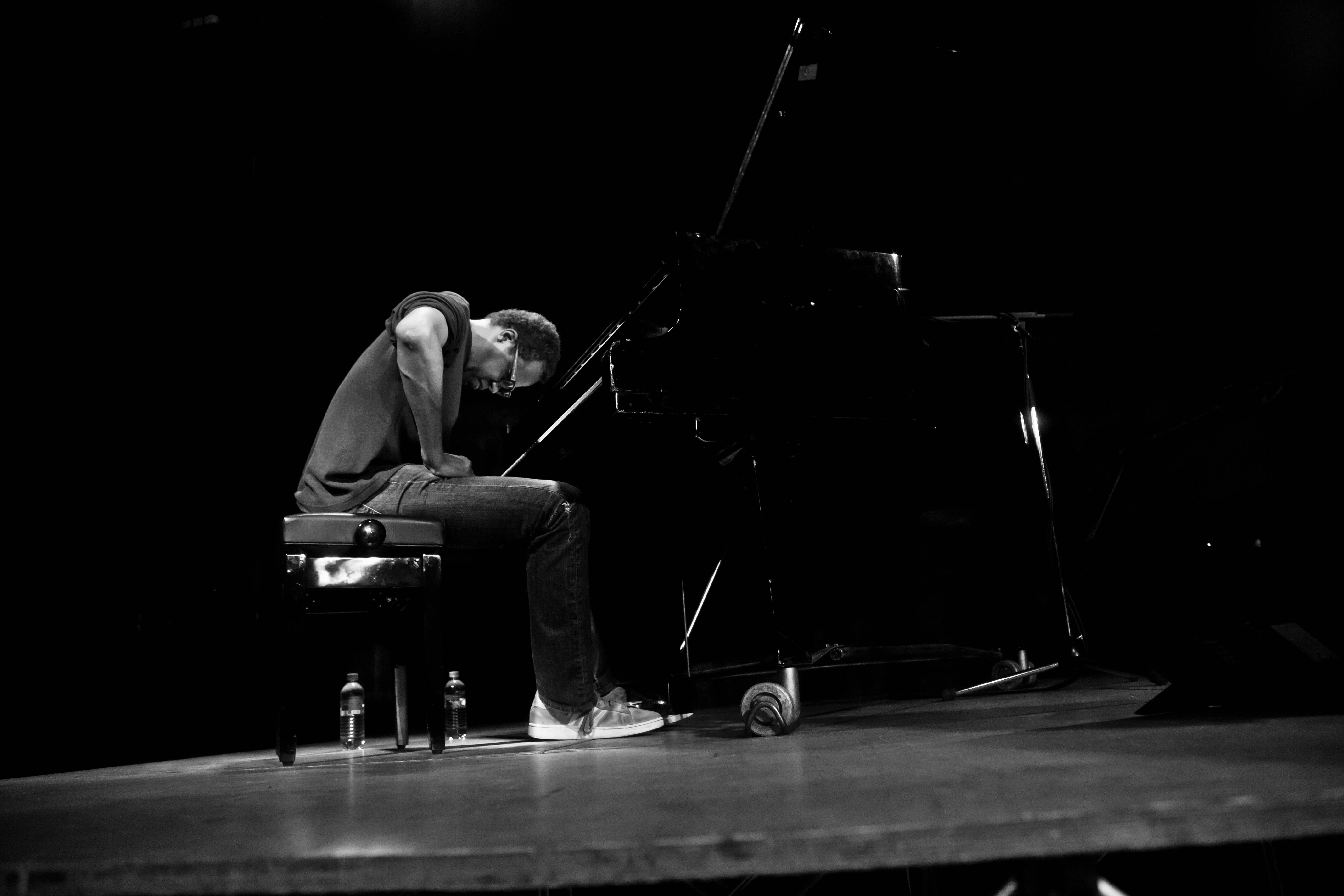
Matthew Shipp 2017

- Matthew Shipp: I’ve Been to Many Places (Thirsty Ear TH57209.2)[2]

1. I’ve Been to Many Places (Matthew Shipp) 5:26
2. Summertime (George Gershwin) 4:39
3. Brain Stem Grammar (Matthew Shipp) 4:04
4. Pre Formal  (Matthew Shipp) 2:03
5. Web Play (Matthew Shipp) 3:36
6. Tenderly (Jack Lawrence, Walter Gross) 4:28
7. Life Cycle (Matthew Shipp) 4:28
8. Brain Shatter (Matthew Shipp) 3:53
9. Symbolic Access (Matthew Shipp) 3:57
10. Waltz (Matthew Shipp) 2:06
11. Reflex (Matthew Shipp) 3:21
12. Naima  (John Coltrane) 4:24
13. Where Is the Love? (Ralph MacDonald, William Salter) 1:31
14. Light Years  (Matthew Shipp) 3:19
15. Where Is the Love? (Reprise) (Ralph MacDonald, William Salter)  2:34
16. Blue Astral Bodies (Matthew Shipp) 3:43
17. Cosmic Wave  (Matthew Shipp) 4:06

## Rezeption
Thom Jurek verlieh dem Album in Allmusic vier Sterne und schrieb, I’ve Been to Many Places klingt wie die Platte, die Shipp für seine eigene Erbauung machen musste, eine, die seinen expansiven, furchtlosen Vorstoß zum Geist des Unbekannten mit Absicht aufzeichnet, eine, die die bereits umfassende Reichweite seiner musikalischen Sprache vertieft und erweitert.

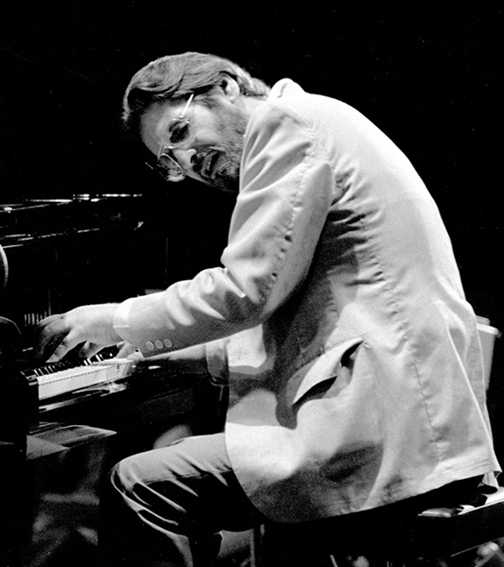
Bill Evans (1978)

Nach Ansicht von Mark Corroro, der das Album in All About Jazz rezensierte, lege Shipp in einer solistischen Umgebung die Architektur seiner Musik dar und die Standards böten ihm dafür den Leitfaden. Dies geschehe, damit sich die Ausdrucksform nicht ändere, wenn er schließlich seine Originalstücke wie „Symbolic Access“ und „Reflex“ heraufbeschwöre, sondern nur die Vertrautheit des Hörers mit der Komposition, meint Corroto. So spiele er „Waltz“ wie Bill Evans1961 „Waltz for Debby“ quasi als Komfortnahrung für die Ohren, ein vertrauter Pfad, der auch in seinen persönlichen Wald führe. Die sorgfältige Mischung aus Erkennbarkeit und Original könne den neuen Hörer anziehen, wie seine gefühlvolle Interpretation von Roberta Flacks Hit „Where Is the Love“. Aber es seien die einzigartigen Stücke, die alles ins rechte Licht rückten, resümiert der Autor. Die Ausdrucksform des Pianisten sei wegweisend, unkonventionell, „und ist das nicht eine funktionierende Definition von Jazz?“
Ebenfalls in All About Jazz schrieb John Sharpe, Shipp bleibe „einer unserer markantesten Klavierstilisten. Seine unruhige Vorstellungskraft bedeutet, dass er sich selten in anhaltende Muster einfügt und es vorzieht, den Fluss durch Passagen turbulenter Akkorde, perlender Läufe, romantischer Schnörkel und Zwischenspiele zu stören, die sich der Kategorisierung entziehen, aber reiner Shipp sind.“ Auf diesem Album füge er dem gewohnten Mix jedoch eine großzügige Portion Melodie hinzu und schaffe so eine seiner zugänglichsten Aufnahmen. Wie so oft beim Standards-Repertoire, wenn Shipp in den Melodien schwelge, verwende er sie nicht als offene Grundlage für spätere Improvisationen. Die Verbindung komme in erster Linie durch die Stimmung und die melodische Variation zustande.
Marc Masters lobte in Pitchfork, das Album habe eine Unmittelbarkeit, die sentimentale Reflexionen meide. Die Musik pulsiere und sprudele; dabei konzentriere sie sich mehr darauf, wo sich Shipps Gedanken gerade aktuell befinden statt in der Vergangenheit. Auf I’ve Been to Many Places klinge es so, als ob das Durchforsten seiner Vergangenheit anscheinend sein heutiges Selbst wiederbelebt habe und ihm starke Ausgangspunkte liefere, von denen aus er unberührte Wege beschreiten kann. Selbst wenn er abgenutzte Klassiker wie „Summertime“ und „Where Is the Love?“ abdeckt – Standards, die so weit gedehnt wurden, dass kein Gummiband mehr vorhanden ist –, entdeckt Shipp irgendwie vergrabene Schätze.
S. Victor Aaron schrieb in Something Else!, manchmal könne man sagen, dass ein Instrumentalist ein menschliches Element in seinem Spielstil habe, wenn er aus der technischen Darstellung heraustrete und Emotionen vermitteln könne. Aber das sei bei Shipp kein Element; es ist seine Essenz, so Aaron. Shipp habe dies folgendermaßen erklärt:
„„Ich habe meine eigene Mythologie, die mein Spiel nährt: Ich sehe mich als ein Sprachsystem in meinem Kopf oder in meiner DNA, das ich auf dem Instrument entfalten kann.“ Es ist in der Begeisterung zu finden, die er „Where Is the Love“ verleiht. So wurde das Drehbuch nicht geschrieben, als Roberta Flack und Donny Hathaway zusammenkamen, um das Original aufzunehmen, aber Shipp vermittelt die Ungeduld und Frustration, die in allen Texten zum Ausdruck kommen.“